# Nigella stellaris
Nigella stellaris är en ranunkelväxtart som beskrevs av Pierre Edmond Boissier. Nigella stellaris ingår i släktet nigellor, och familjen ranunkelväxter. Inga underarter finns listade i Catalogue of Life.